# 雨上がりのミライ
「雨上がりのミライ」（あめあがりのミライ）は、2010年6月23日にLantisから発売されたシングル。

## 概要
表題曲「雨上がりのミライ」とカップリングの「聞こえなくてもありがとう」は、それぞれPSP用ゲームソフト『探偵オペラ ミルキィホームズ』のオープニングテーマおよびエンディングテーマに使用された。
ボーカルは三森すずこ（シャーロック・シェリンフォード役）・徳井青空（譲崎ネロ役）・佐々木未来（エルキュール・バートン役）・橘田いずみ（コーデリア・グラウカ役）が担当しており、キャラクターソング名義でのシングルリリースは今作のみとなる。次回作『正解はひとつ!じゃない!!』以降のシングルは声優ユニット「ミルキィホームズ」名義でのリリースとなっている。
ジャケットは、メインキャラクターデザインのたにはらなつきによるシャーロック・シェリンフォード、譲崎ネロ、エルキュール・バートン、コーデリア・グラウカの描き下ろしイラストが描かれている。
初回特典として『ヴァイスシュヴァルツ』PRカード（メインヒロイン4人からランダムで1人）のサインカードが封入された。

## 収録曲
全作詞：畑亜貴、全作曲・編曲：神前暁（MONACA）
1. 雨上がりのミライ [4:23]
  - PSP用ゲームソフト『探偵オペラ ミルキィホームズ』オープニングテーマ
2. 聞こえなくてもありがとう [5:00]
  - PSP用ゲームソフト『探偵オペラ ミルキィホームズ』エンディングテーマ
3. 雨上がりのミライ（off vocal）
4. 聞こえなくてもありがとう（off vocal）

## カバー
- Glitter*Green [牛込ゆり（声：三森すずこ）、鵜沢リィ（橘田いずみ）、二十騎ひなこ（徳井青空）、鰐部七菜（佐々木未来）] - ミルキィホームズ×Glitter*Green ファイナルシングル発売記念スペシャルCDとして頒布。